# Sobirana (Balsareny)
Sobirana és una masia del municipi de Balsareny (Bages) inclosa en l'Inventari del Patrimoni Arquitectònic de Catalunya.

## Descripció
Mas d'estructura molt irregular a causa de les diverses ampliacions que ha sofert i que li donen una forma molt complexa. La part principal, de tres plantes, es troba encarada a migdia. La façana té un portal de mig punt adovellat, les finestres de la primera planta són també adovellades i les obertures de la planta superior són balcons amb barana de fusta. Té l'església de Sant Ramon de Sobirana adossada a llevant. Entre aquestes dues construccions hi ha una galeria estreta acabada amb un bonic pou de planta circular. Una lliça tanca el conjunt.

## Història
L'indret és documentat des del segle x, i l'església des del segle xii. El mas, així com l'església de Sant Ramon de Sobirana, pertany als Canonges de la Seu de Manresa. El mas, desenvolupat a recés de l'església, pel que es pot observar, és el resultat de diverses transformacions del que havia estat l'antiga rectoria.